# Тромпия
Тромпия (итал. Val Trompia) — долина в итальянской провинции Брешиа области Ломбардия. Протяжённость долины — около 50 км с севера на юг от горного массива Тре-Валли (Tre Valli) до Паданской равнины у города Брешиа. Площадь — ок. 380 км². В долине протекает река Мелла.

## История
Название долины происходит от имени триумпилинов (triumpilini) — народа, проживавшего здесь до прихода римлян. Благодаря залежам железа и минералов здесь со времён античности было развито рудное дело, а также производство оружия. Поэтому и во времена Венецианской республики Валь-Тромпия обладала особой автономией и облегчённым налоговым режимом.
В 1526 году в местечке Гардоне-Валь-Тромпия было основано предприятие по производству оружия Beretta, сохранившееся и по сей день.